# Alter Kurpark (Bad Soden)

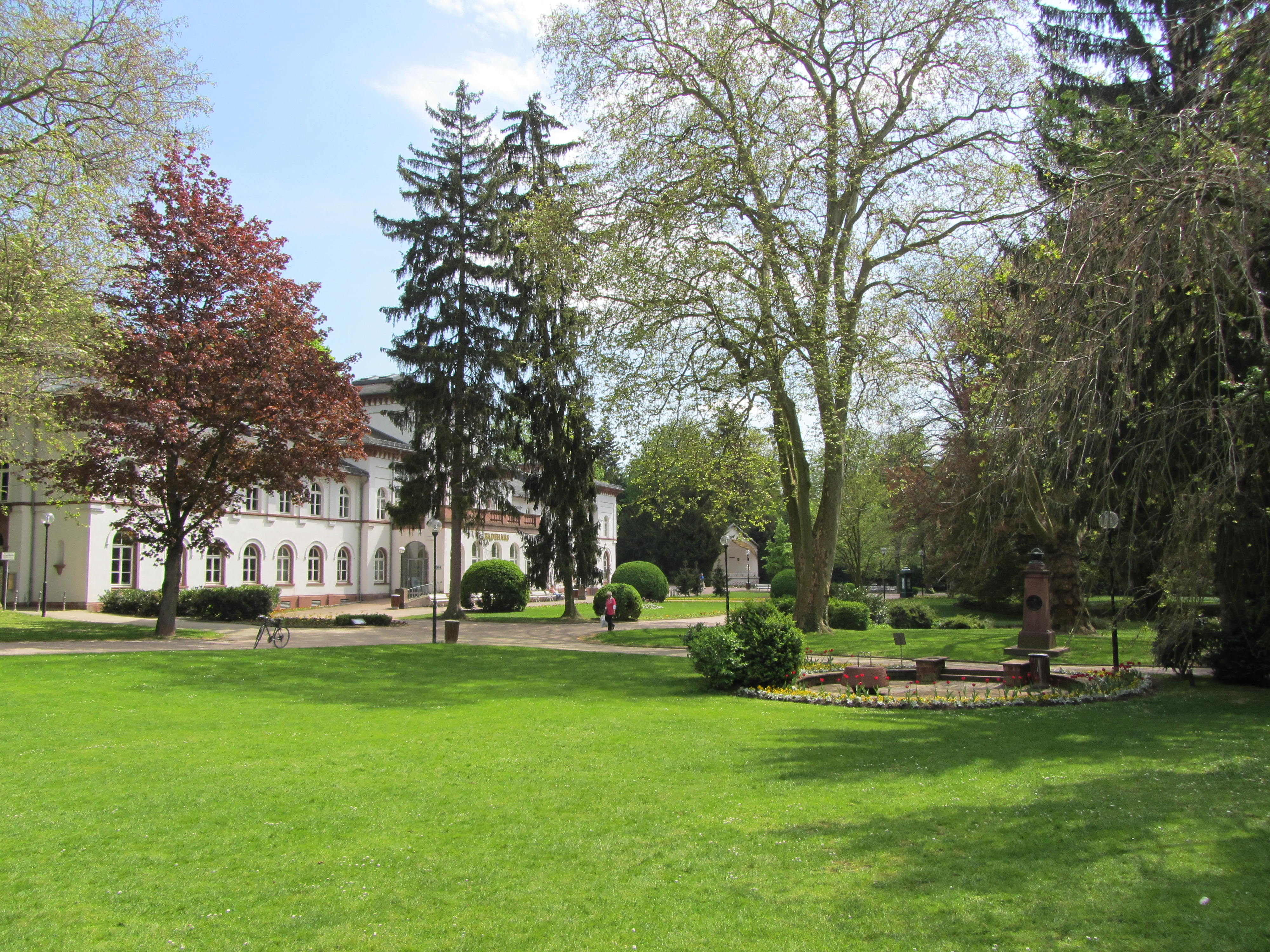
Der Alte Kurpark mit Badehaus, Schwefelbrunnen und dem Denkmal für Dr. Thilenius

Der Alte Kurpark ist eine Parkanlage in der Innenstadt von Bad Soden am Taunus. 1823 angelegt, wurde die Parkanlage im Laufe der Zeit oft umgestaltet und beherbergt heute eine Vielzahl an alten und exotischen Pflanzen. Im Alten Kurpark finden zahlreiche Feste und Veranstaltungen statt. Zentraler Bau im Park ist das Badehaus von 1871, in dem sich heute die Stadtbücherei, die Stadtgalerie und das Stadtmuseum befinden.

## Geschichte

### 19. Jahrhundert

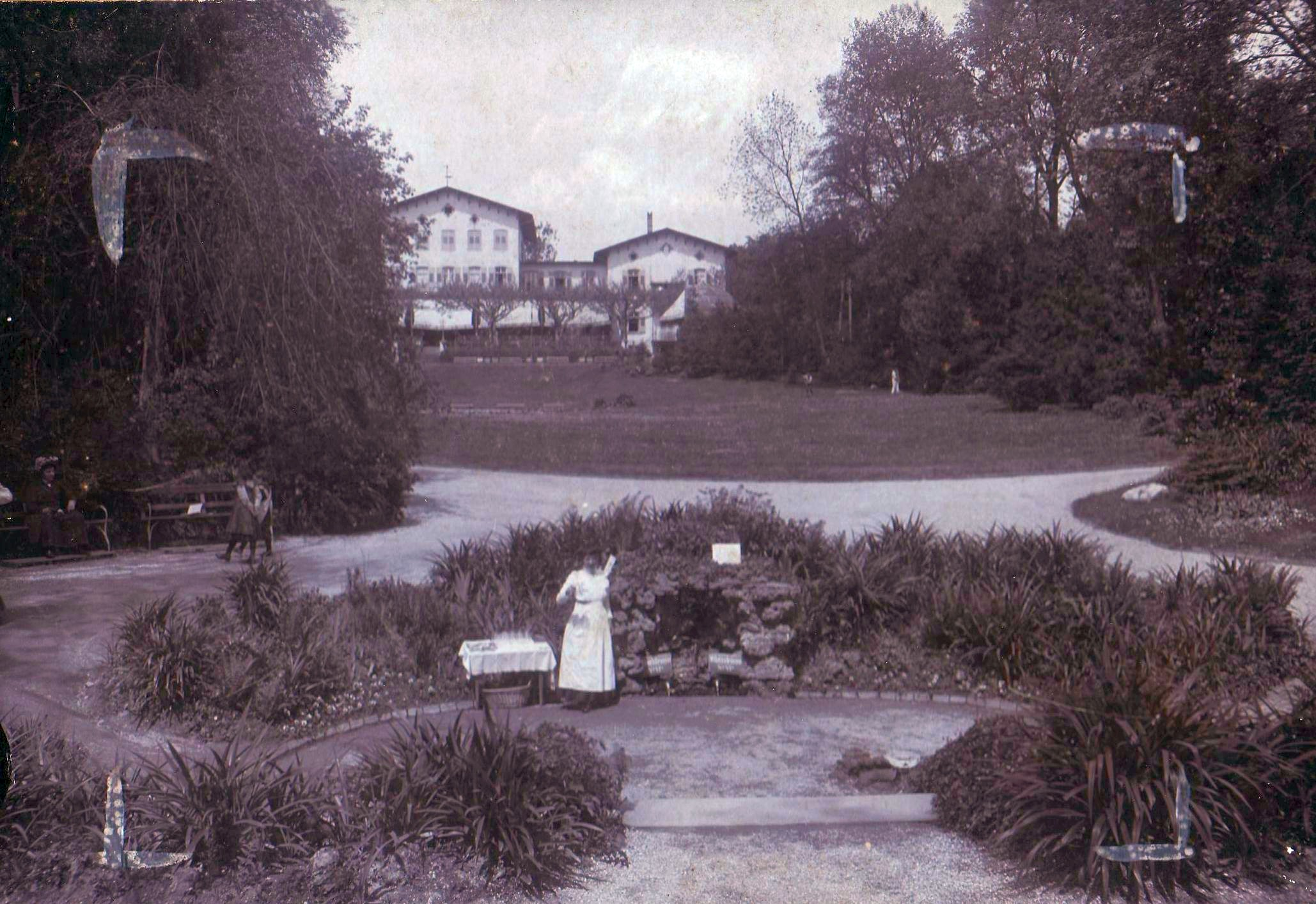
Ansicht von 1910 – Im Vordergrund der Schwefel- und Wilhelmsbrunnen, im Hintergrund das alte Kurhaus

Der Alte Kurpark wurde 1823 im Stil eines englischen Landschaftsparks durch die Nassauische Landesregierung auf dem Gelände der ehemaligen Saline angelegt. Die Errichtung einer solchen Anlage wurde durch den wachsenden Kurbetrieb notwendig. Ausgewählt wurde das Gebiet des ehemaligen Gradierwerkes an der Königsteiner Straße. 1831 ließ die Gemeinde Soden die restlichen Gebäude des Gradierwerkes, sowie die dafür genutzten Quellen aufkaufen. Damit konnte der Park erweitert werden. Der südliche und älteste Teil des Parkes war jedoch zu dieser Zeit noch vom Nordteil abgegrenzt, da die Kronberger Straße noch hier durch verlief.
1848 wurde der Kurpark vergrößert und umgestaltet. Dabei wurden die beiden Parkteile zusammengefügt und die Kronberger Straße an ihr heutiges Gebiet verschoben. 1849 wurde im nördlichen Teil das erste Kurhaus erbaut. Ebenfalls wurde der Burgberg im Osten des Parkes zugänglich gemacht, auf dem der 1900 erbaute Burgbergaussichtsturm steht. Bis 1881 wurde hier Weinanbau betrieben.
Bis 1866 existierte im nördlichen Teil des Kurparkes der Froschweiher, welcher aber bei einer erneuten Umgestaltung zugeschüttet wurde. Er war das letzte Überbleibsel des ehemaligen Gradierwerkes. Ebenfalls wurden zahlreiche neue Bäume gepflanzt, unter anderem Trompetenbäume, Mammutbäume oder Ginkgobäume. Diese sind noch teilweise heute im Kurpark zu finden. Bereits fünf Jahre später wurde der Kurpark erneut umgestaltet. Dies hatte mit dem Bau des Badehauses zu schaffen. Dabei wurden die Wege, so wie man sie heute kennt, neu angelegt. Außerdem schenkte Großherzog Friedrich von Baden der Gemeinde eine große Anzahl an exotischen Bäumen und Sträuchern, als Dank für seine Genesung. Am 11. April 1895 wurde das Denkmal zu Ehren der gefallenen Soldaten des Deutsch-Französischen Krieges im Westen der Parkanlagen enthüllt. Im darauffolgenden Jahr wurde die heute nicht mehr vorhandene Tennisanlage zwischen Paulinenschlösschen und der Konzertmuschel eingeweiht. 1897/98 wurde das Kurhaus modernisiert, wobei im Außenbereich eine Terrasse angehöht und mit einer regelmäßigen Bepflanzung versehen wurde.

### 20. Jahrhundert bis heute

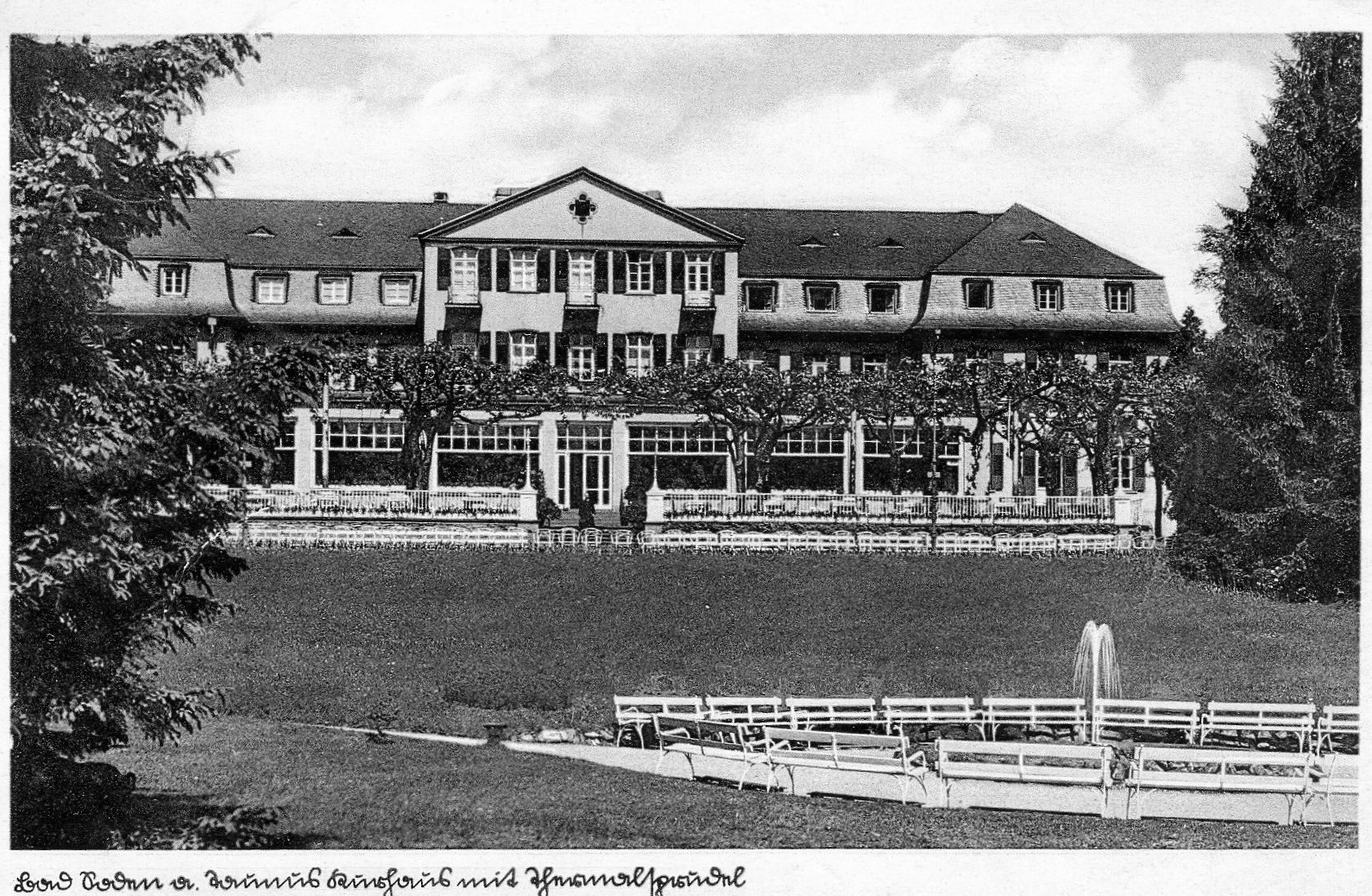
Das Kurhaus von 1926/27

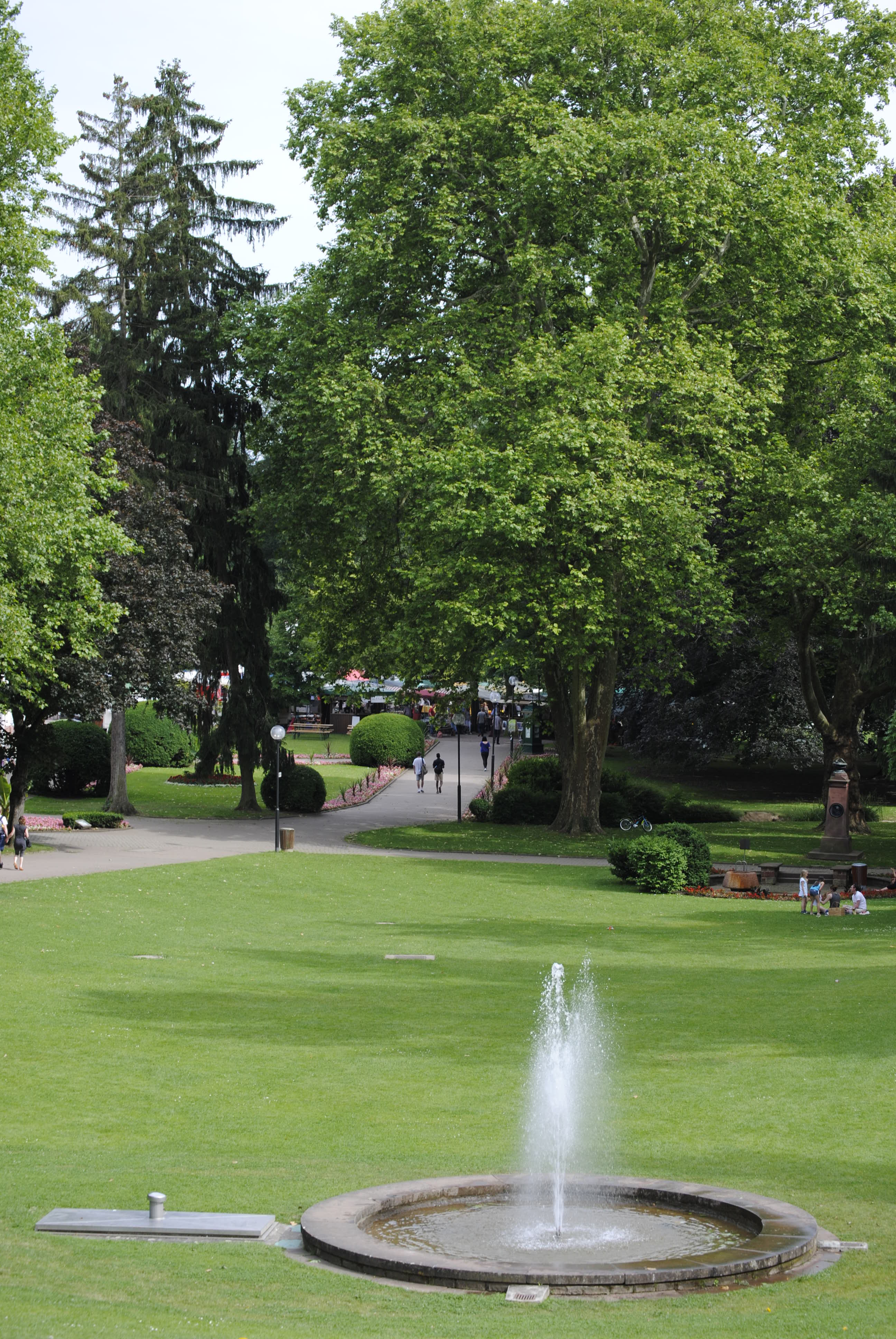
Blick von der Kurhausterrasse auf die große Liegewiese und dem „Alten Sprudel“

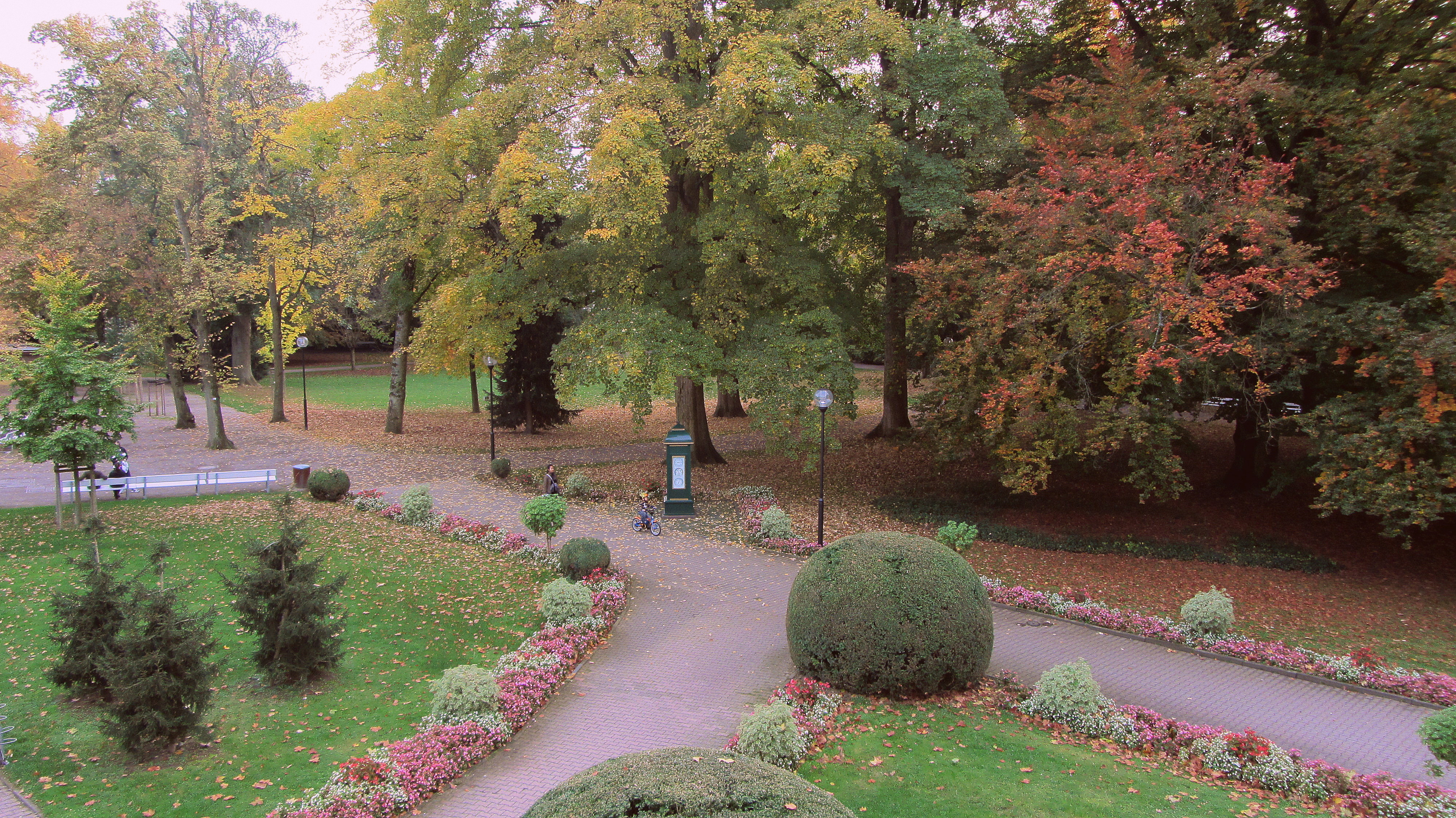
Ansicht vom Badehaus im Herbst 2012.

Am Anfang des 20. Jahrhunderts stieg die Zahl der Kurgäste immer weiter an. Dies führte dazu, dass die Kurgebäude vergrößert werden mussten. Dabei wurde auch das Badehaus vergrößert und 1912 am Rande des Kurparkes das Burgberginhalatorium (heute Medico Palais) erbaut. Letzteres war zu jener Zeit das größte Inhalatorium Europas. 1903 wurde der Wilhelmstempel erbaut, der nahe dem ehemaligen Wilhelmsbrunnen stand. Dieser wurde 1937 aber wieder entfernt. 1908 gelangte das Paulinenschlösschen in den Besitz der Gemeinde. Der dazugehörende Garten wurde dem Kurpark angegliedert, wodurch der Kurpark seine heutige Größe erreichte. Gestaltet wurde dieser Park unter anderem durch das Unternehmen Gebrüder Siesmayer von Philipp Siesmayer. 1926/27 wurde das alte Kurhaus abgerissen und durch ein neues ersetzt. Bis zum Ende des Zweiten Weltkrieges wurden kaum noch Änderungen vorgenommen, außer dem Bau des Denkmals für die Gefallenen des Ersten Weltkriegs, der Bohrung des Neuen Sprudels und dem Bau der Konzertmuschel. Während des Krieges wurde das Badehaus teilweise und das ehemalige Krughaus hinter der Konzertmuschel vollkommen zerstört. Des Weiteren wurde das Denkmal für die Gefallenen des Krieges 1870/71 zerstört. Das Kriegerdenkmal ist aus dem Kurpark verschwunden und befindet sich (Stand 2023) auf dem Friedhof von Bad Soden.
1951 konnte die Kur in Bad Soden ihr 250-jähriges Bestehen feiern. Zuvor wurden die Einrichtungen, wie das Badehaus oder der Solsprudel, modernisiert. Ebenfalls wurden neue Pflanzen gepflanzt und die Quellen VIa und VIb umgestaltet. 1971 wurde das Kurhaus abgerissen. Erst 1982 folgte ein Neubau, welcher heute das Ramada Hotel unterbringt. Östlich der großen Wiesen liegt der 1987 angelegte Entenweiher, der vom Niederdorfbach gespeist wird.
Heutzutage finden im alten Kurpark zahlreiche Veranstaltungen und Feste statt. Die Highlights bilden die Sodener Weintage (Ende Mai), das Sommernachtsfest (Mitte August) und der Bad Sodener Weihnachtsmarkt (Dezember). Ebenfalls finden im Sommer an jedem Sonntag die Sonntagskonzerte in der Konzertmuschel statt.

## Bauwerke
Im alten Kurpark befinden sich zahlreiche Bauwerke, Quellenanlagen und Denkmäler:
- Badehaus – 1870/71 erbaut, mehrmals umgebaut. Heute sind hier das Stadtmuseum, Stadtarchiv, die Stadtbücherei sowie die Stadtgalerie untergebracht.
- Paulinenschlösschen – 1847 für Pauline von Nassau erbaut. Zwischenzeitlich Sodener Rathaus, heute Bürgerbüro.
- Burgbergturm – 1900 erbaut. Aussichtsturm auf dem Burgberg im Nordosten des Parks.
- Medico Palais – 1912 erbaut. Einst das größte Inhalatorium Europas.
- Konzertmuschel – In den 1930er Jahren erbaut, dient heute für Sommerkonzerte, Gottesdienste und Public Viewing.
- Solsprudel – Quelle XXIV. Zwischen 1857 und 1859 finanzierte die Nassauische Regierung die Bohrung des „Großen Sprudels“. Er befindet sich oberhalb des alten Kurparks, an der Terrasse des „Ramada Hotels“.
- Neuer Sprudel – Quelle XXVII. 1937/38 gebohrt, befindet sich im östlichen Teil des Parkes.
- Schwefelbrunnen – Quelle VI b.
- Denkmal für Dr. Thilenius – Denkmal für Obermedizinalrat Dr. O. Thilenius, dem ersten Brunnenarzt in Bad Soden.
- Denkmal für die Gefallenen des Krieges – 1920 aufgestellt.

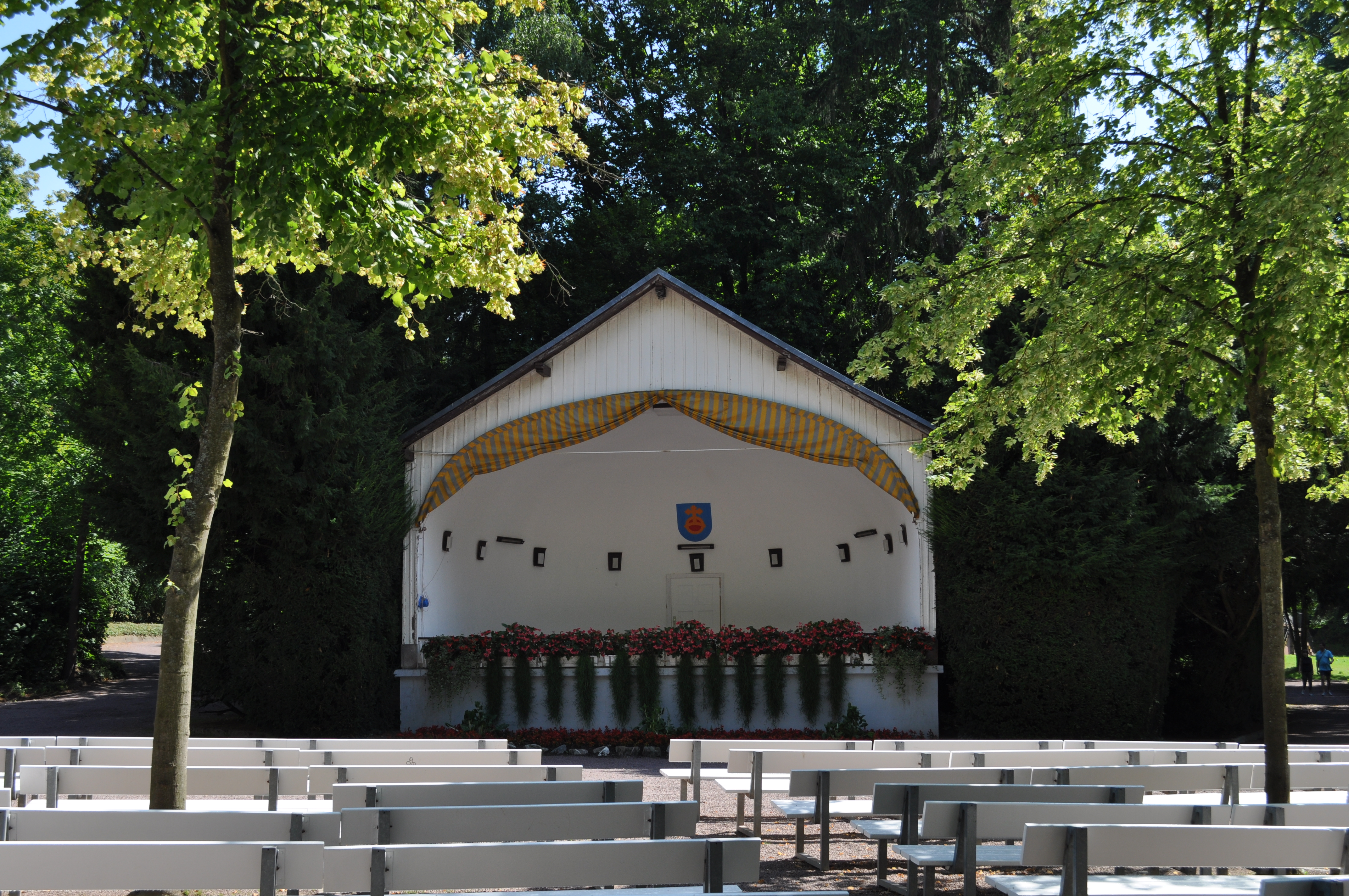
Konzertmuschel
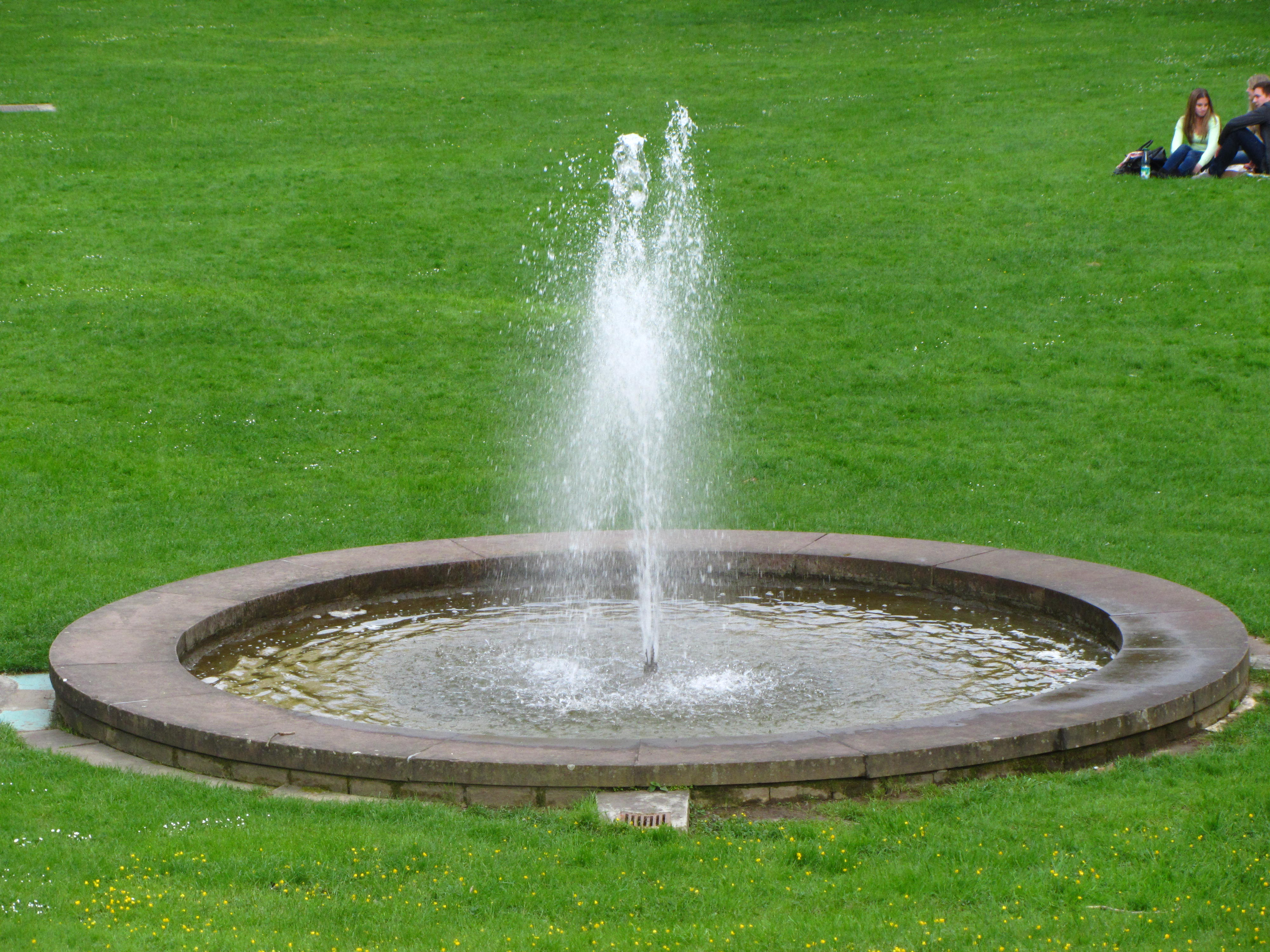
Solsprudel
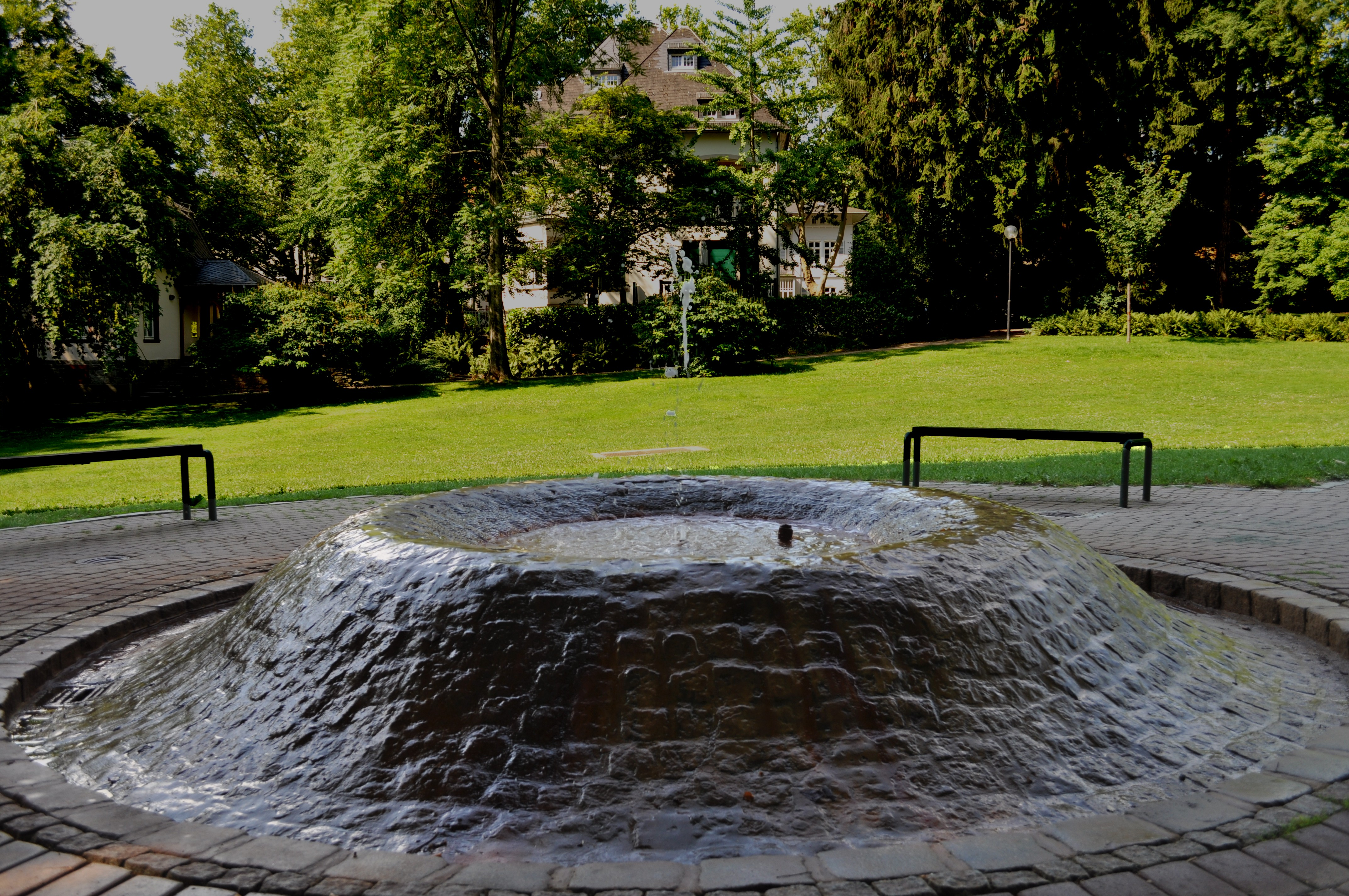
Neuer Sprudel
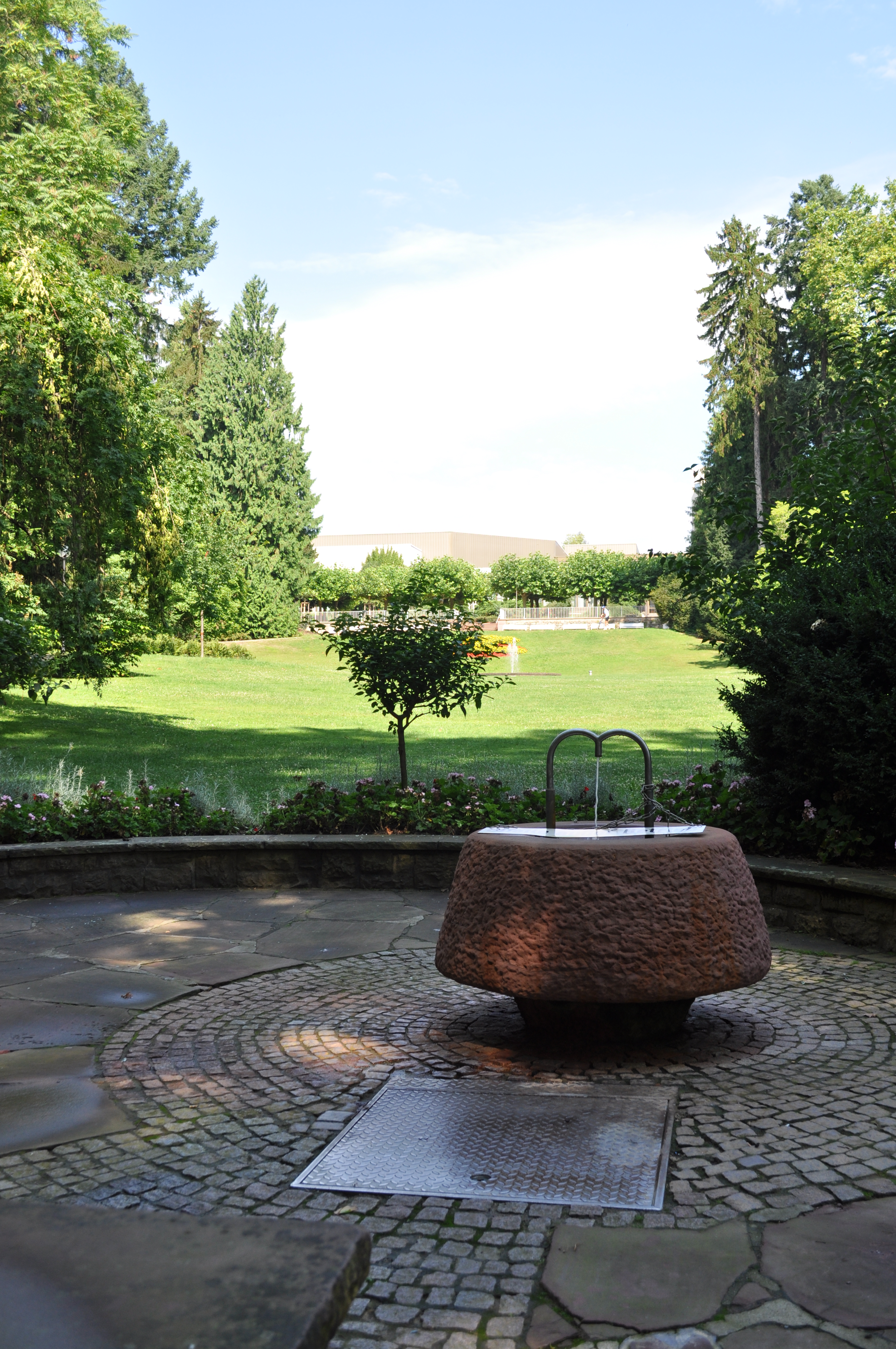
Schwefelbrunnen
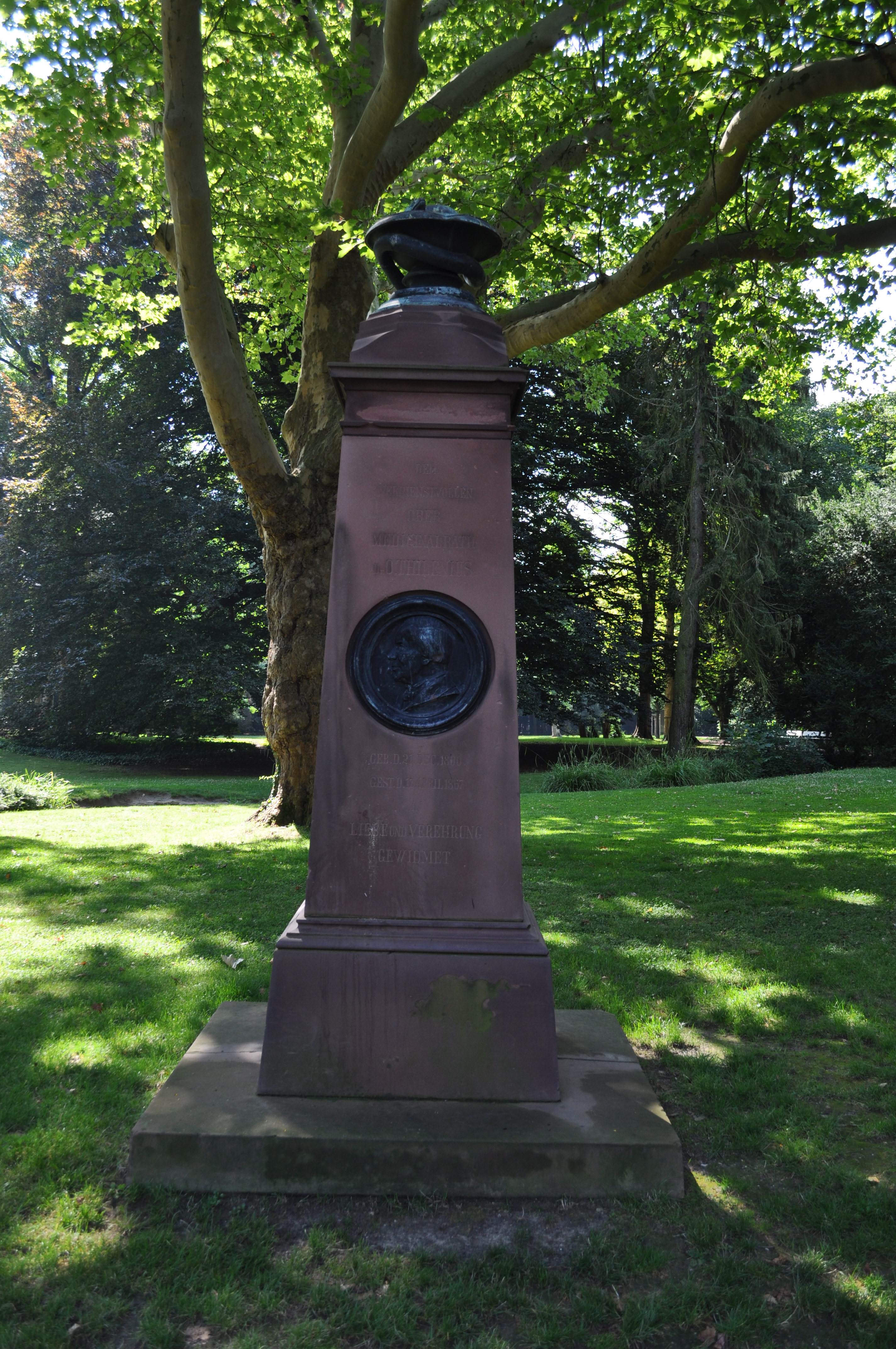
Dr. Thilenius Denkmal
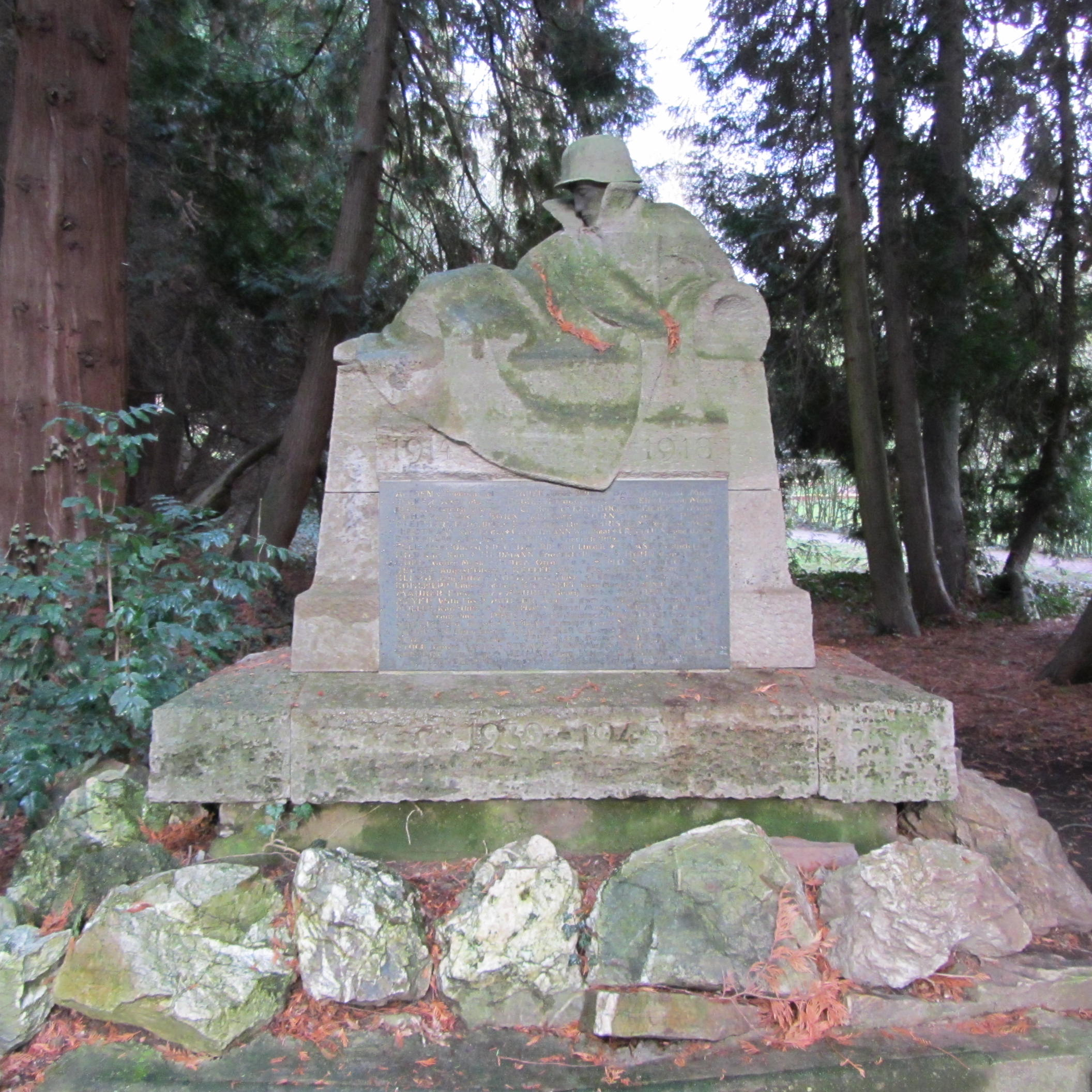
Gefallenendenkmal
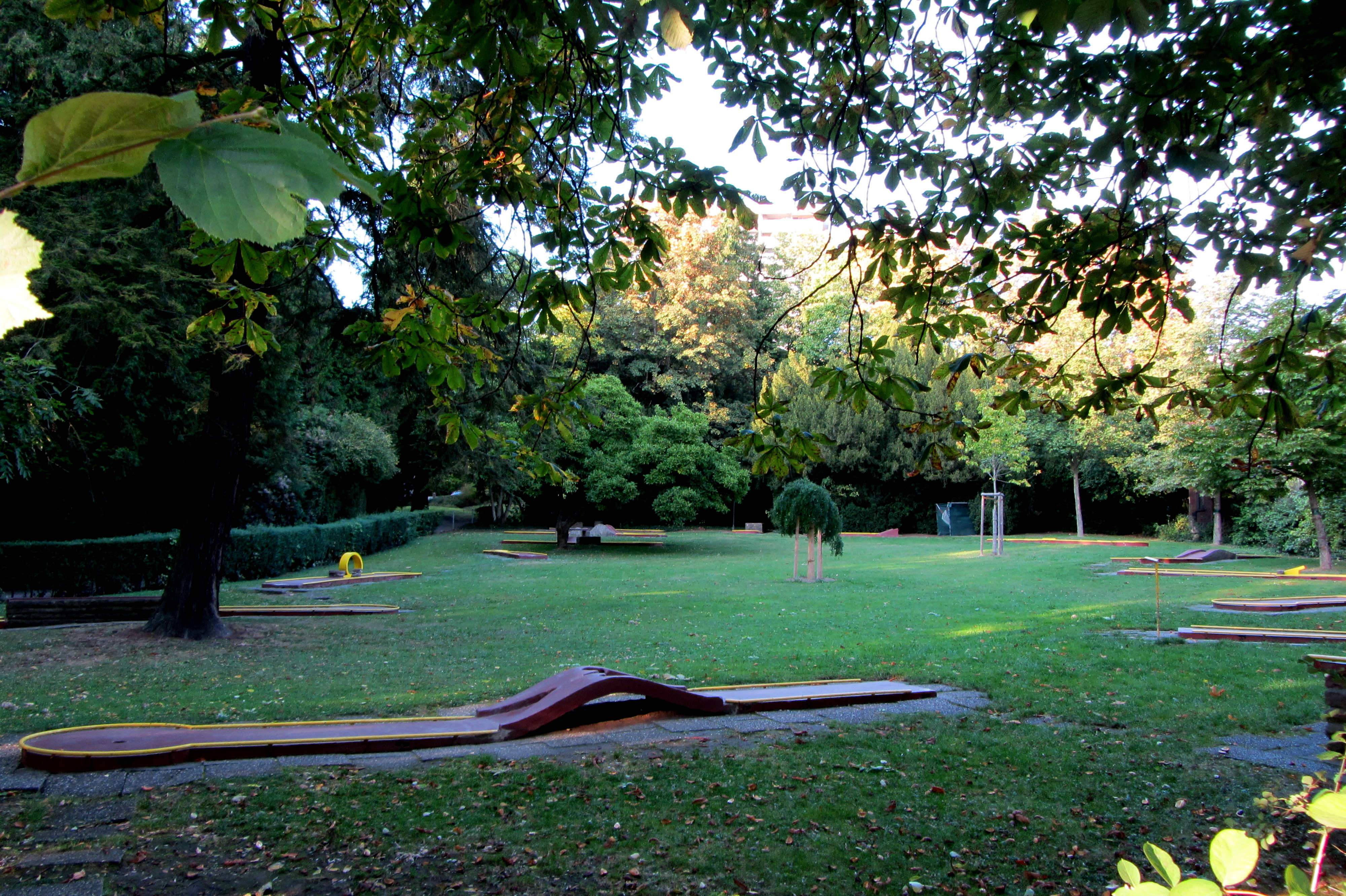
Minigolfplatz

## Ehemalige Bauwerke
- Alte katholische Kirche – am nördlichen Rande der Parkanlage (heute Apartments Hotels), in den 1950er Jahren abgerissen.
- Kriegerdenkmal zur Ehre der Gefallenen des Deutsch-Französischen Krieges 1870/71 – 1945 zerstört.
- Krughaus – Erstes Inhalatorium (Parkinhalatorium), ab 1912 Heimatmuseum, 1945 zerstört.
- Kurhaus – Das erste Kurhaus wurde 1849 auf dem Gebiet des heutigen Ramada Hotels gebaut.
- Wilhelmsbrunnen – Quelle VI a. 1968 stillgelegt.
- Wilhelmstempel – 1903 erbaut, 1937 abgerissen.

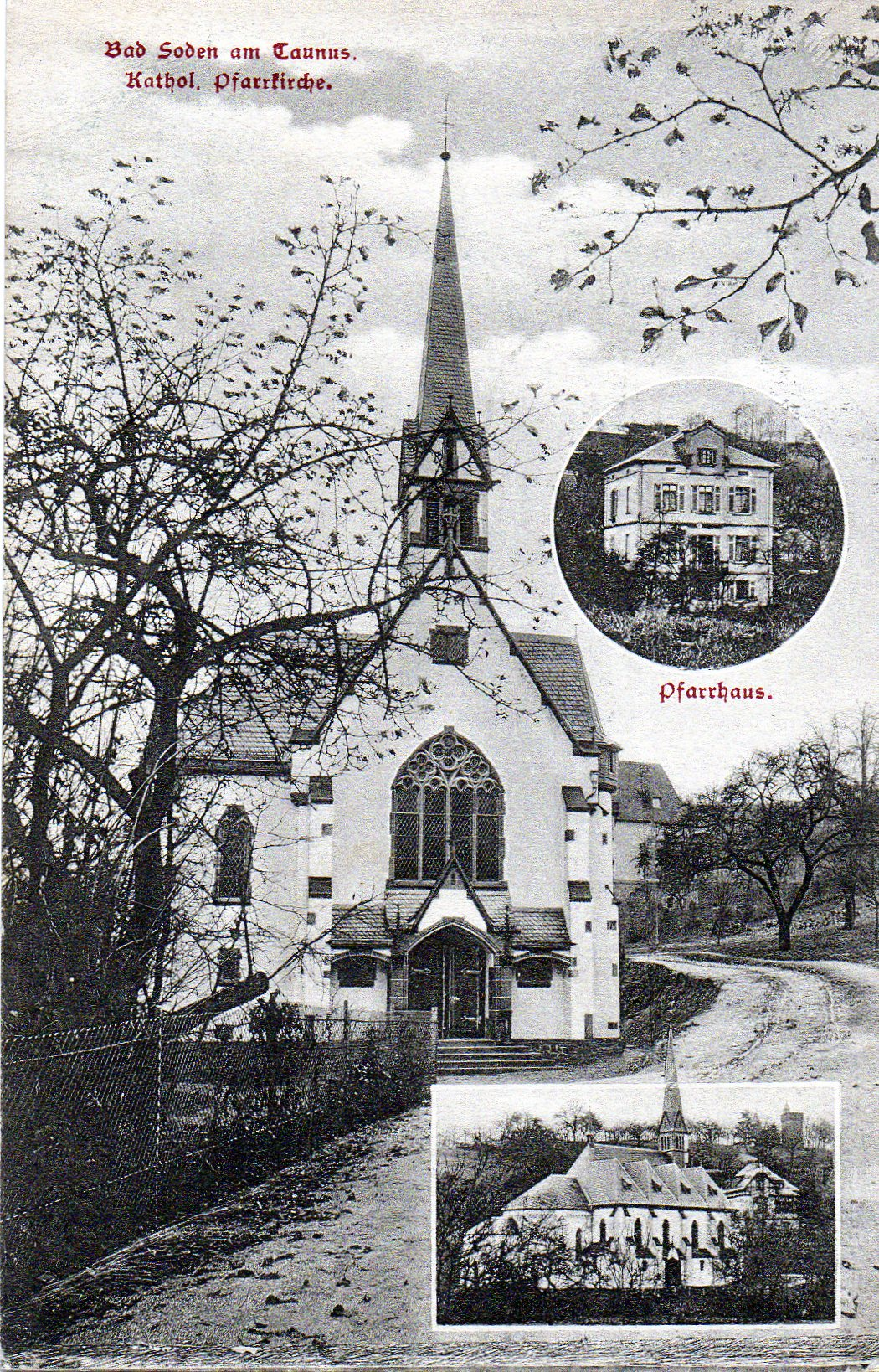
Alte katholische Kirche
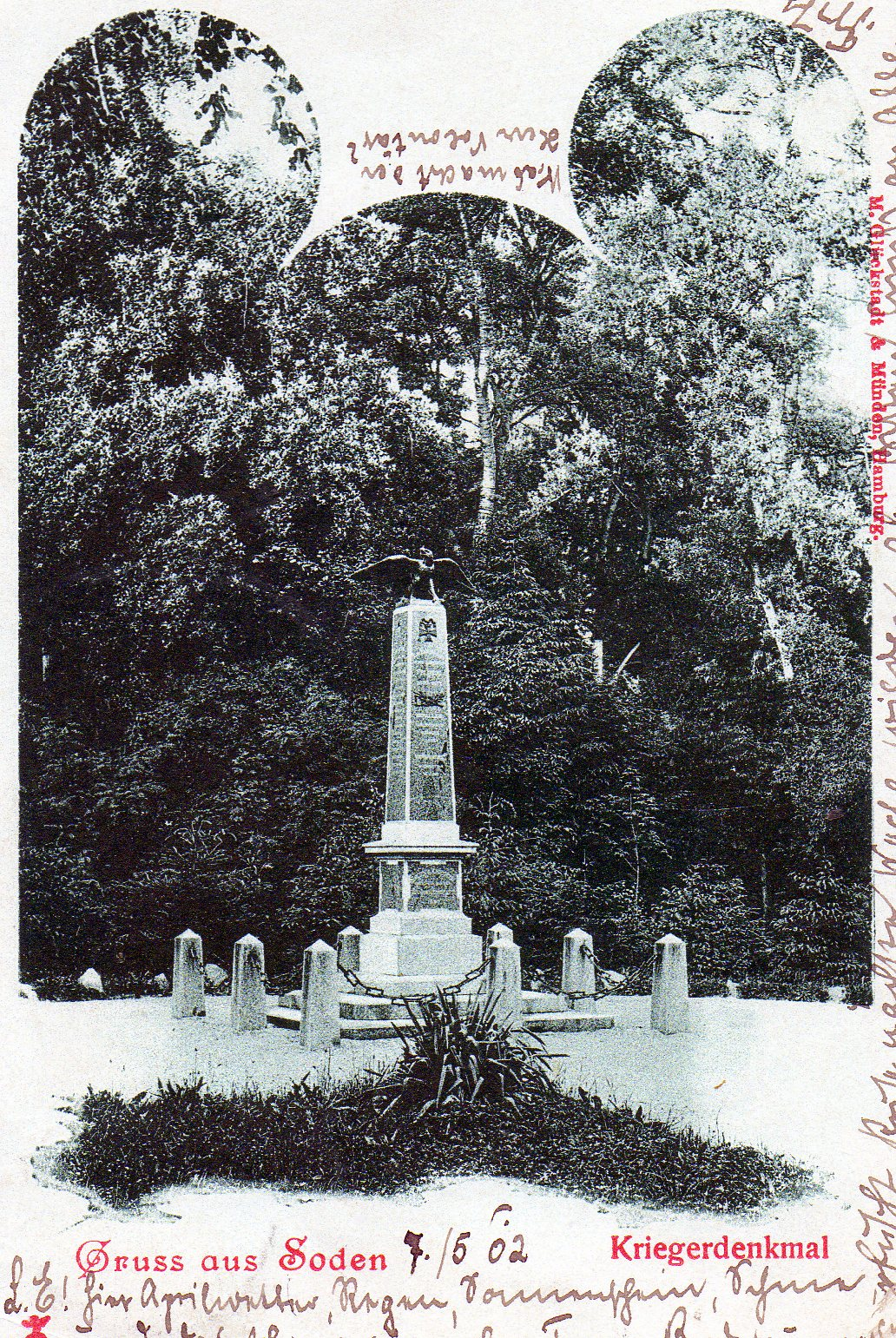
Kriegerdenkmal 1870/71
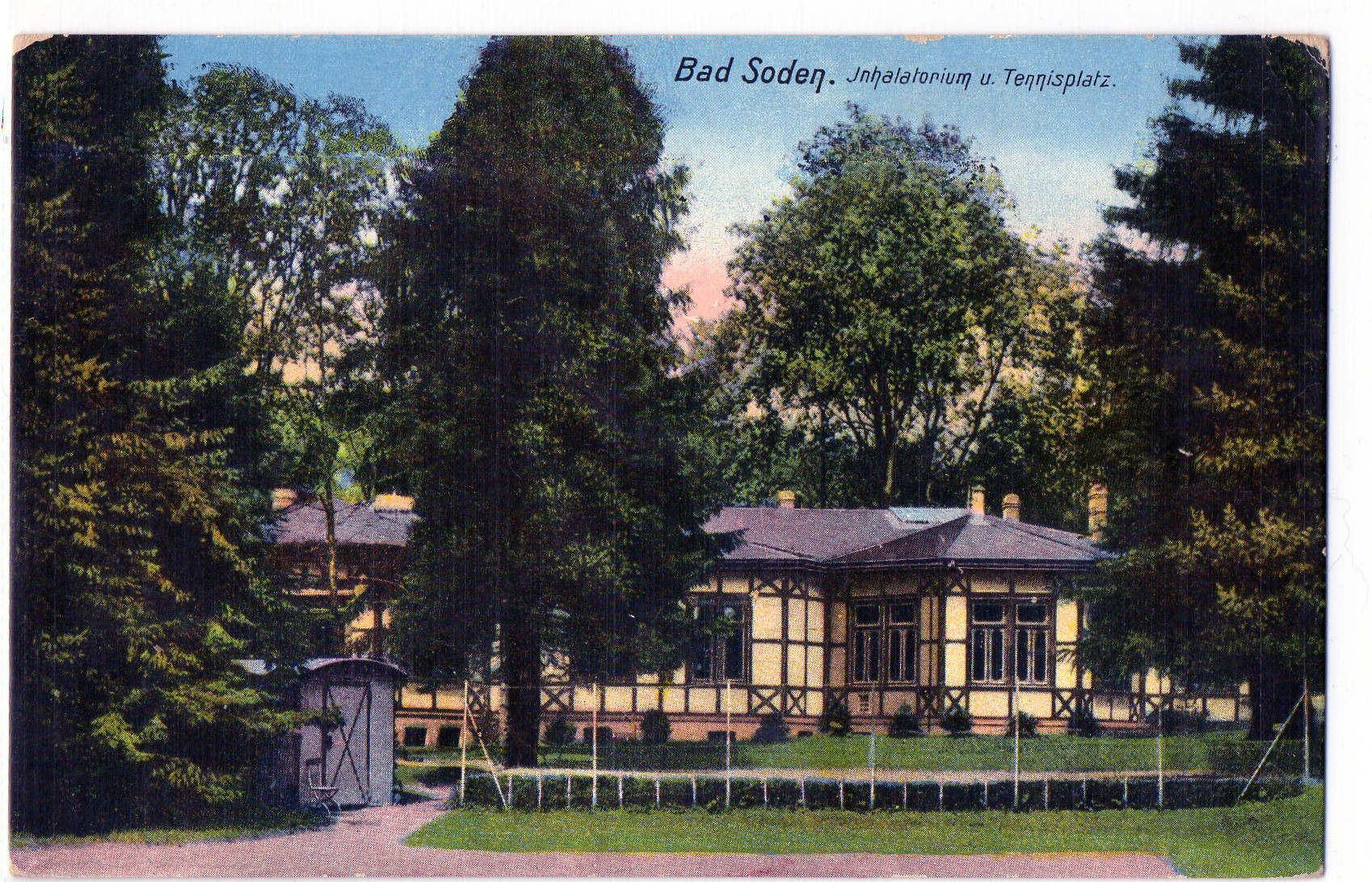
Krughaus
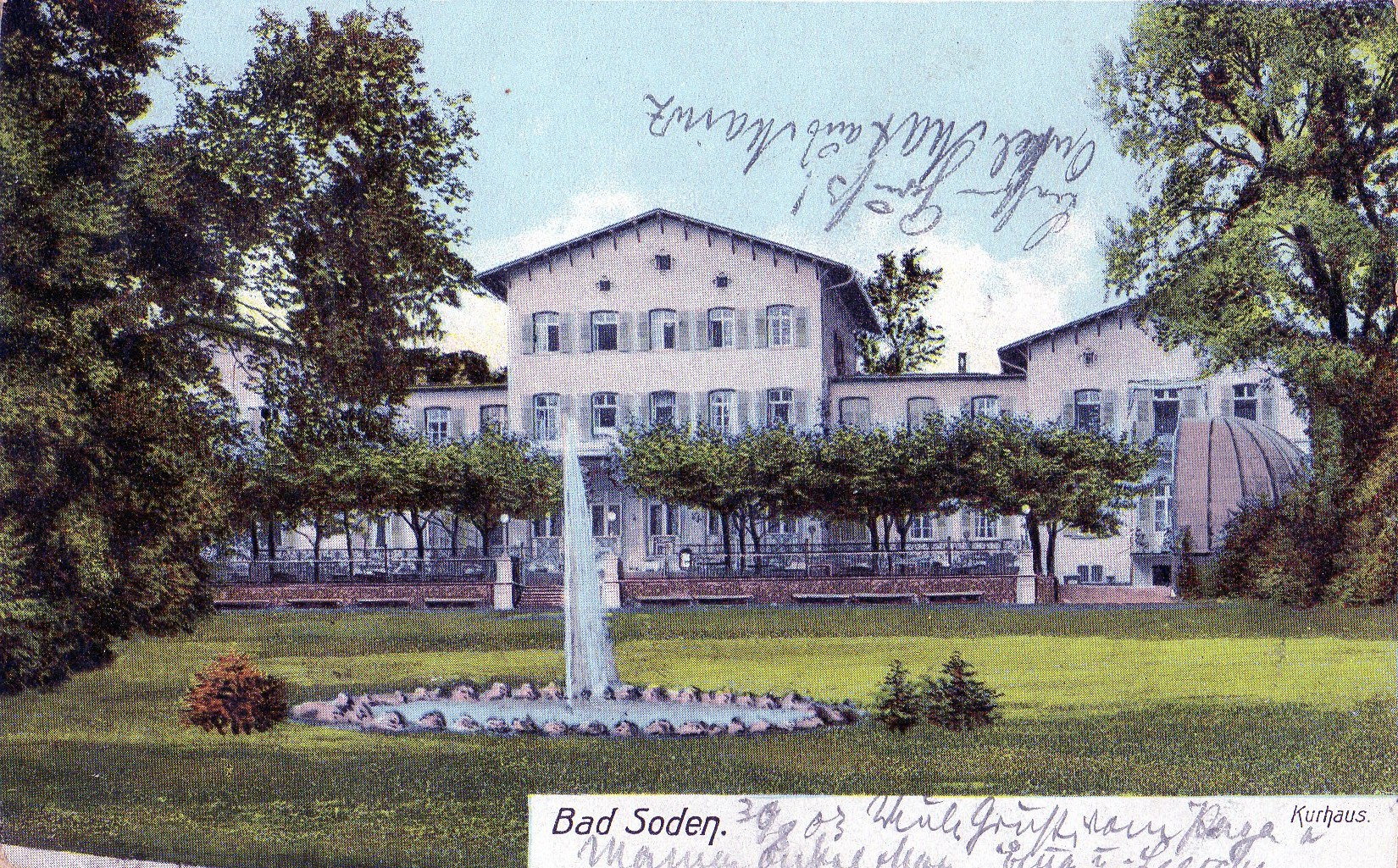
Das erste Kurhaus von 1849
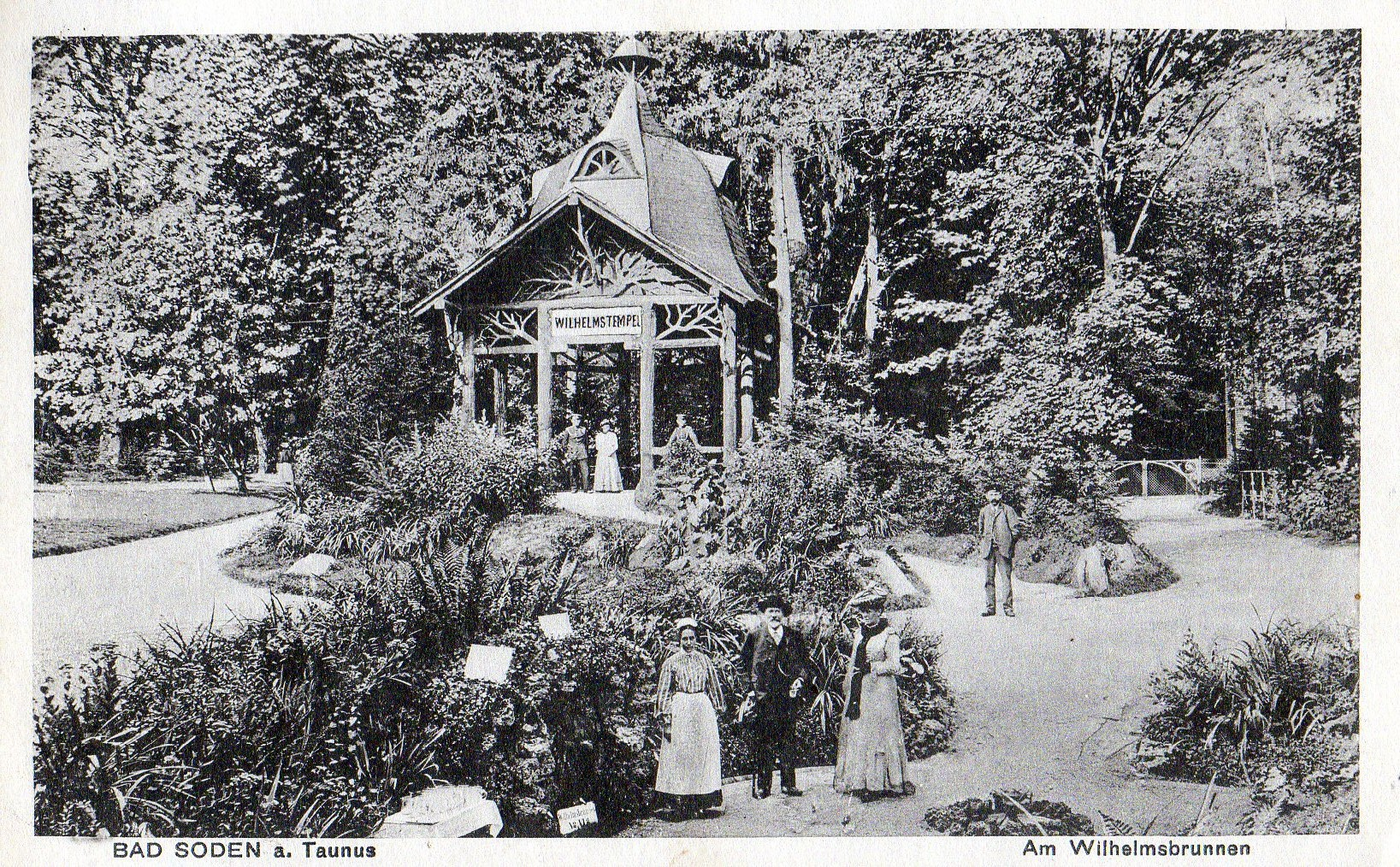
Wilhelmstempel